# Rou jia mo
 (février 2015).
Si vous disposez d'ouvrages ou d'articles de référence ou si vous connaissez des sites web de qualité traitant du thème abordé ici, merci de compléter l'article en donnant les références utiles à sa vérifiabilité et en les liant à la section « Notes et références ».
Le rou jia mo (chinois simplifié : 肉夹馍 ; chinois traditionnel : 肉夾糢 ; pinyin : ròu jiā mó ; litt. « viande insérée dans du pain ») également appelé (腊汁肉夹馍 / 臘汁肉夾糢, làzhī ròu jiā mó), est une sorte de petit sandwich, constitué d'un petit pain rond, au milieu duquel on place de la viande, généralement mélangée à du poivron ou piment vert, typique de la cuisine du Shaanxi, dans le nord-ouest de la république populaire de Chine.
Le döner kebab turc est parfois appelé, en Chine, « rou jia mo de Turquie » (土耳其肉夹馍 / 土耳其肉夾糢, tǔěrqí ròu jiā mó).

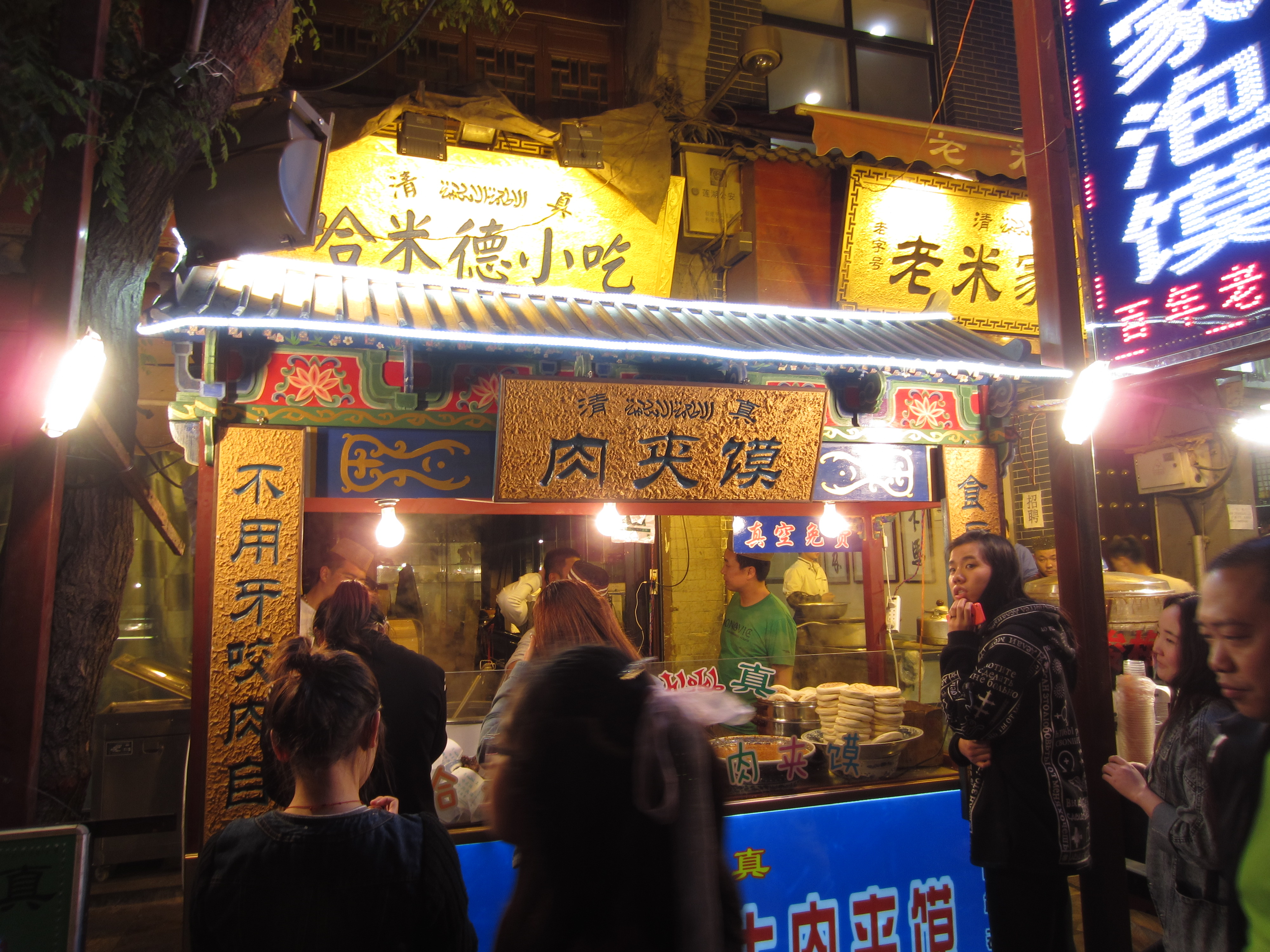
Boutique de rue de rou jia mo à Xi'an.

## Préparation

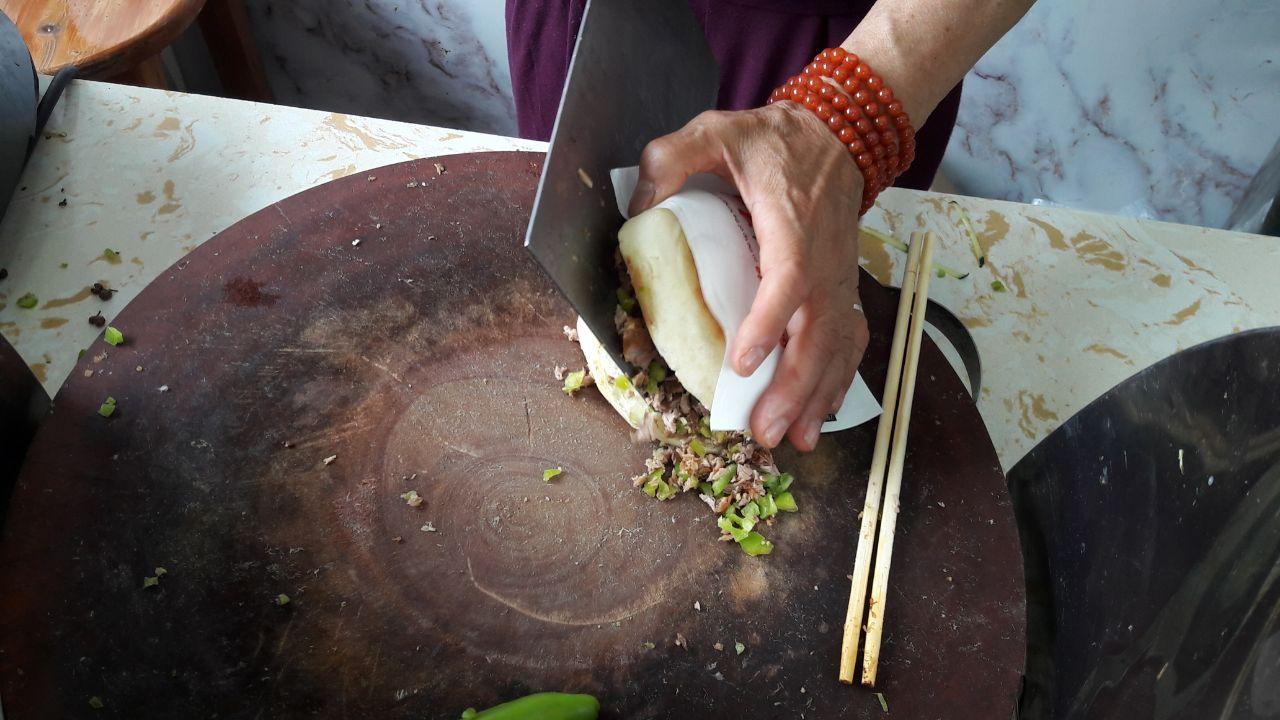
Le mouton haché au couteau est inséré dans le pain. On peut éventuellement ajouter des poivrons.
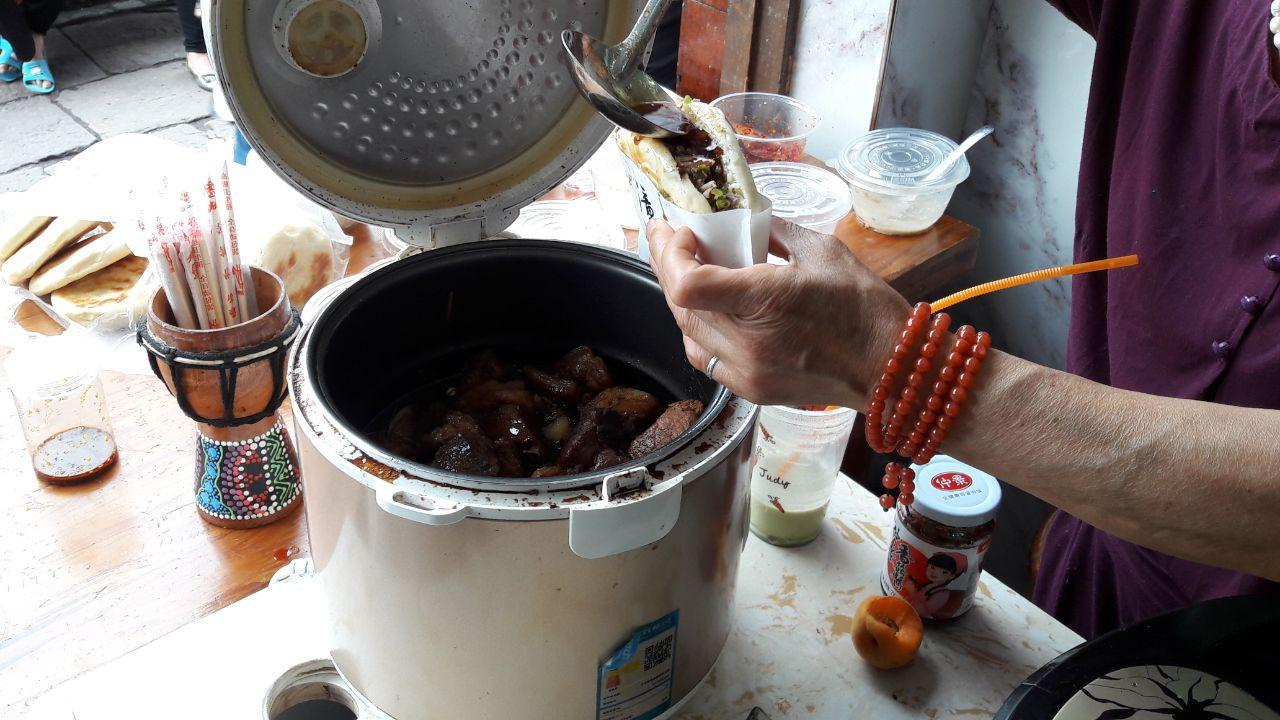
Le bouillon de cuisson du mouton est ensuite versé sur la viande.